# Oxid chromitý
Oxid chromitý (chemický vzorec Cr2O3) je jedním ze tří oxidů chromu (ještě existuje oxid chromičitý a oxid chromový). Vzniká rozkladem oxidu chromového:
4 CrO3 → 2 Cr2O3 + 3 O2
Můžeme jej také připravit redukcí dichromanu draselného sírou:
K2Cr2O7 + S → Cr2O3 + K2SO4
nebo rozkladem dichromanu amonného:
(NH4)2Cr2O7 → Cr2O3 + 4 H2O + N2.
Oxid chromitý je zelený, ve vodě nerozpustný prášek. Má vysokou teplotu tání. Používá se jako zelený pigment. Proto se též nazývá chromová zeleň.
Chlorací jeho směsi s uhlíkem se připravuje chlorid chromitý:
Cr2O3 + 3 C + 3 Cl2 → 2 CrCl3 + 3 CO
Oxid chromitý se také používá k aluminotermické výrobě čistého chromu.
Cr2O3 + 2 Al → 2 Cr + Al2O3

## Využití
Oxid chromitý je používán jako umělecká zelená barva pod názvem chromoxid tupý. Také se používá jako katalyzátor. Povolené barvivo (pigment) pro použití v kosmetických přípravcích dle přílohy IV ES1223/2009.